# میرزا عبدالخلیل مرعشی
میرزا عبدالخلیل مرعشی مورخی در زمان صفویان و از خاندان سادات مرعشی بود. وی نگارنده‌ی کتابی تحت نام مجمع التواریخ است که مطالبی دربارهٔ آغاز کار میربزرگ و موقعیت خاندان مرعشیان در زمان شاه طهماسب آورده‌است که غالب آن برگرفته از سید ظهیرالدین مرعشی است.